# Sarandí de Gutiérrez
Sarandí de Gutiérrez és una entitat de població de l'Uruguai, ubicada al nord del departament de Lavalleja.
Es troba a 70 metres sobre el nivell del mar. Té una població aproximada de 100 habitants.